# Metastatia azurea
Metastatia azurea är en fjärilsart som beskrevs av Percy I. Lathy 1899. Metastatia azurea ingår i släktet Metastatia och familjen björnspinnare. Inga underarter finns listade i Catalogue of Life.